# Weatherford International

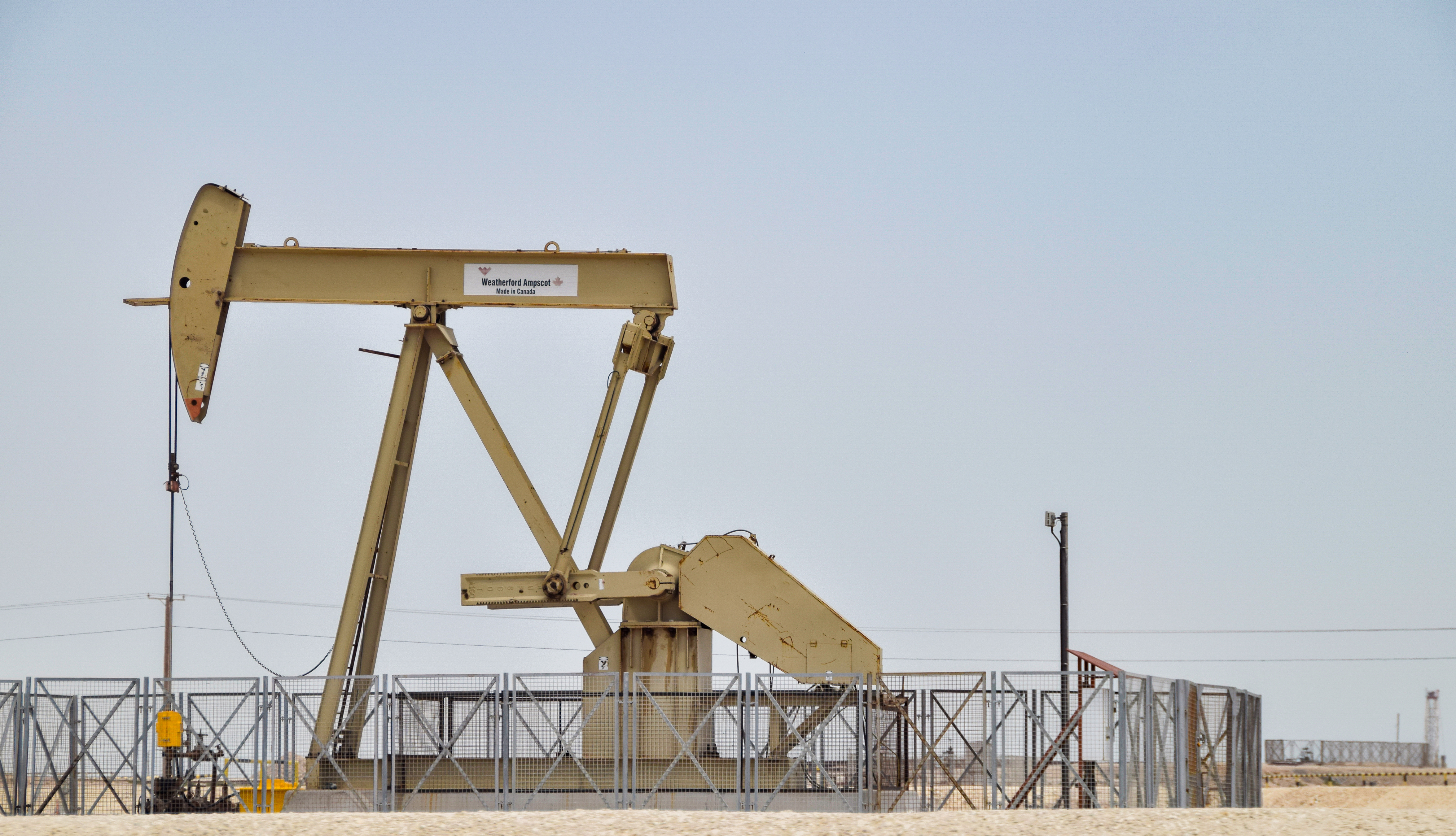
Weatherford-International-Tiefpumpe in Bahrain

Die Weatherford International plc ist ein international tätiger Hersteller von Ausrüstungsgütern für die Erdöl- und Erdgasgewinnung mit Wurzeln in den Vereinigten Staaten. Der juristische Sitz befindet sich im irischen Dublin, die operative Hauptzentrale im schweizerischen Baar.
Das Unternehmen wurde 1948 unter dem Namen Weatherford Oil Tool Company in Weatherford im Bundesstaat Texas gegründet. 2008 beschloss der Konzern, seinen Hauptsitz und seinen juristischen Sitz zu vereinheitlichen und von Houston bzw. von Bermuda in die Schweiz zu verlegen. Die Sitzverlegung nach Zug sowie der Bezug von Büroräumlichkeiten in Genf wurde am 26. Februar 2009 bzw. im Verlaufe des ersten Quartals 2009 vollzogen. Damit verbunden war auch eine Umwandlung in eine Aktiengesellschaft nach schweizerischem Recht.
Weatherford International ist 2010 in über 100 Ländern und an mehr als 1000 Öl- und Gasbohrfeldern tätig und beschäftigt etwa 53'000 Mitarbeiter, davon vier Mitarbeiter in Genf. 2009 erwirtschaftete das Unternehmen einen Umsatz von 8,8 Milliarden US-Dollar und einen Gewinn von 254 Millionen US-Dollar. Die Aktien von Weatherford International sind an der New York Stock Exchange sowie an der NYSE Euronext Paris kotiert und waren bis am 25. Februar 2009 im Aktienindex S&P 500 vertreten, wurden später allerdings wieder aufgenommen. Am 17. November 2010 wurde Weatherford zusätzlich an der SIX Swiss Exchange kotiert und erstmals dort gehandelt. Die Aktie wurde in den Swiss Performance Index (SPI) aufgenommen.
Im April 2014 kündigte Weatherford an, sich im Laufe des Jahres an der Schweizer und Pariser Börse dekotieren zu lassen und den Firmensitz von der Schweiz nach Irland zu verlegen. Die Eintragung in das Handelsregister erfolgte am 17. Juni 2014 und die Dekotierung an der SIX Swiss Exchange zwei Tage später. An der Euronext Paris ist Weatherford International bereits seit dem 11. Juni 2014 nicht mehr gelistet. Seitdem ist Weatherford eine Aktiengesellschaft irischen Rechts und wird ausschließlich an der New York Stock Exchange gehandelt. Weatherford belässt den Steuersitz sowie die operative Hauptzentrale in der Schweiz.